# تويوتا سلسلة بي زد
سلسلة بي زد من تويوتا ("ما وراء الصفر") هي مجموعة من السيارات الكهربائية ذات البطارية (BEV) التي تصنعها شركة تويوتا. طُرحت في أبريل 2021 جنبًا إلى جنب مع سيارة bZ4X النموذجية. تعد سلسلة بي زد جزءًا من خطة تويوتا لتقديم 15 طرازًا من السيارات الكهربائية ذات البطارية بحلول عام 2025، سبعة منها من سلسلة بي زد. تستخدم سيارات سلسلة بي زد منصة e-TNGA التي طُورت بشكل مشترك مع سوبارو.
وفقًا لشركة تويوتا، فإن اسم "ما بعد الصفر" يهدف إلى نقل الرغبة في تقديم قيمة للعملاء تتجاوز مجرد "انبعاثات صفرية". وصفت الشركة سلسلة بي زد بأنها نهج "مرتكز على الإنسان" يهدف إلى مناطق مثل الصين وأمريكا الشمالية وأوروبا ، حيث يوجد طلب متزايد على المركبات الكهربائية التي تعمل بالبطاريات.
أولى سياراتها، bZ4X، يتم إنتاجها في اليابان والصين، بيعت منذ منتصف عام 2022. أما الطراز الثاني، المسمى bZ3، قُدم في أكتوبر 2022 ليتم بيعه حصريًا في الصين في عام 2023. طُورت بشكل مشترك مع بي واي دي أوتو من خلال مشروع تطوير بطاريات السيارات الكهربائية (BTET) المشترك.

## نماذج الإنتاج
في عام 2020، تقدمت شركة تويوتا بطلب لتسجيل تسعة أسماء جديدة لسياراتها الكهربائية الجديدة باسم سلسلة "bZ"، وهي: bZ1، bZ2، bZ2X، bZ3، bZ3X، bZ4، bZ4X، bZ5، bZ5X. تعكس الأرقام في الأسماء فئة أو حجم السيارة، بينما يشير الحرف "X" إلى أنها سيارة رياضية متعددة الاستخدامات (SUV).

### نماذج الإنتاج الحالية
1. تويوتا bZ4X (2022 إلى الوقت الحاضر) [7]
2. تويوتا bZ3 (2023 إلى الوقت الحاضر)؛ تباع في الصين فقط [8]

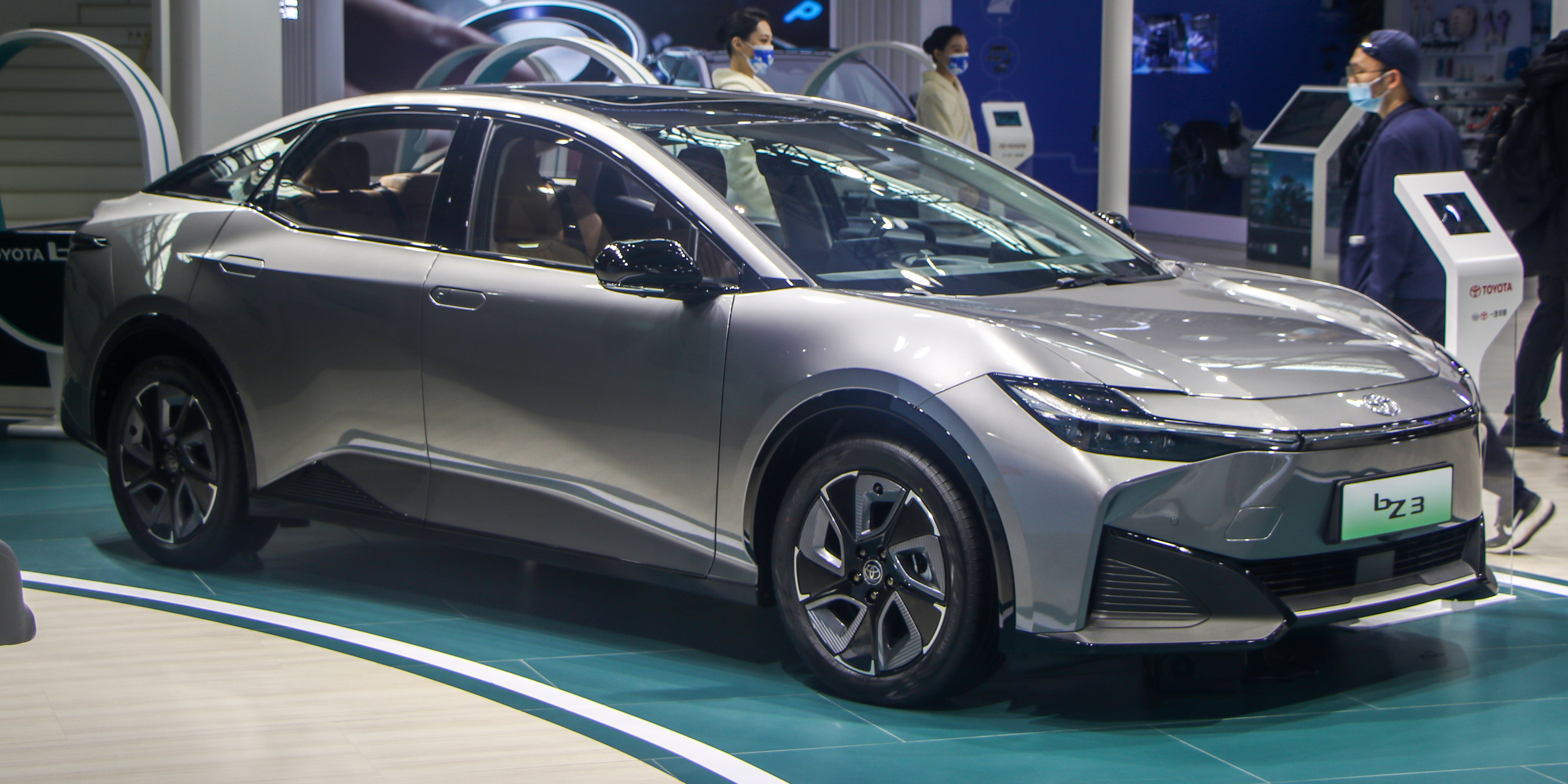
تويوتا بي زد 3
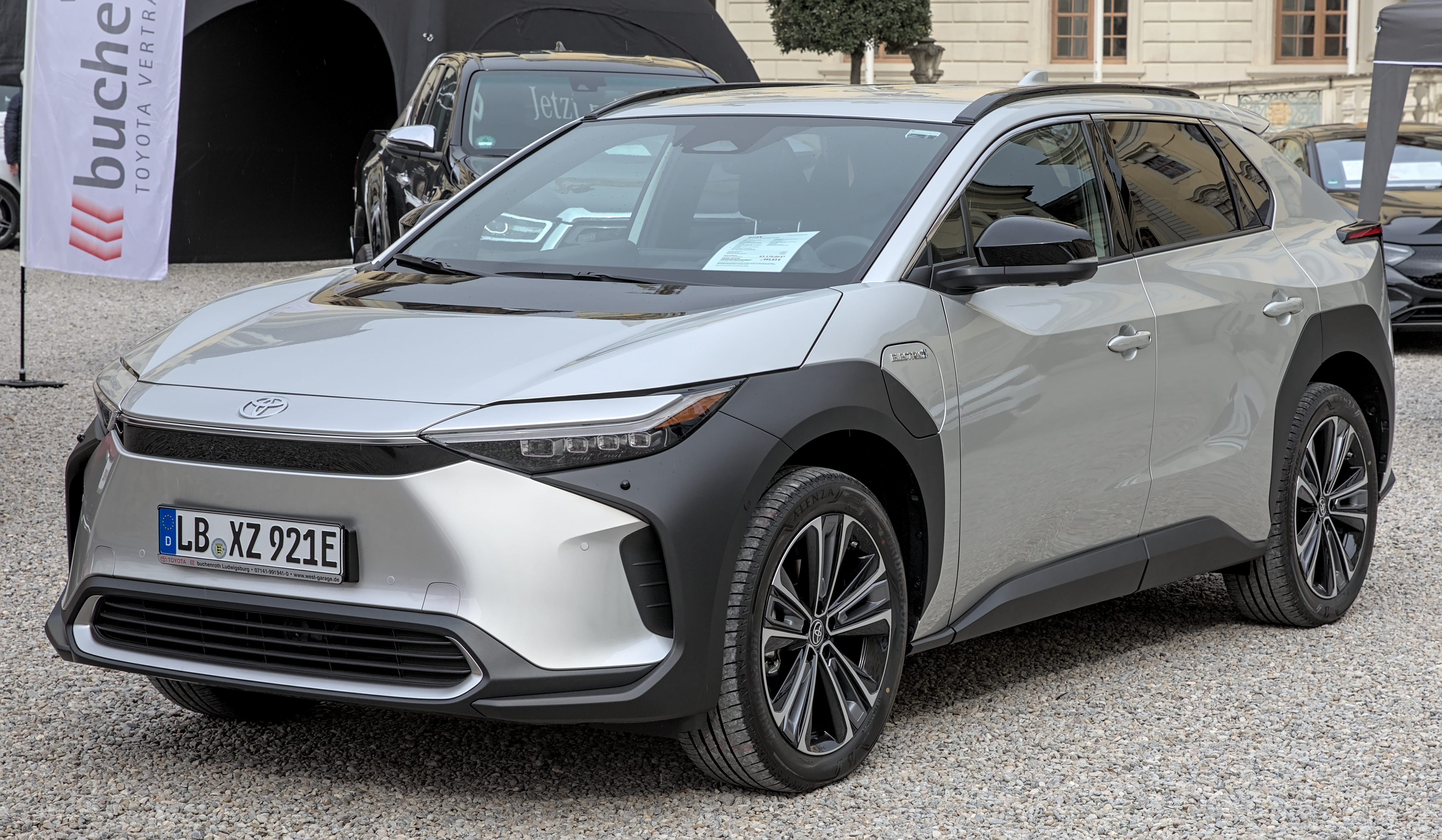
تويوتا بي زد 4 اكس

### نماذج الإنتاج المستقبلية
1. تويوتا bZ3X (2024) [9]

## مفهوم النماذج

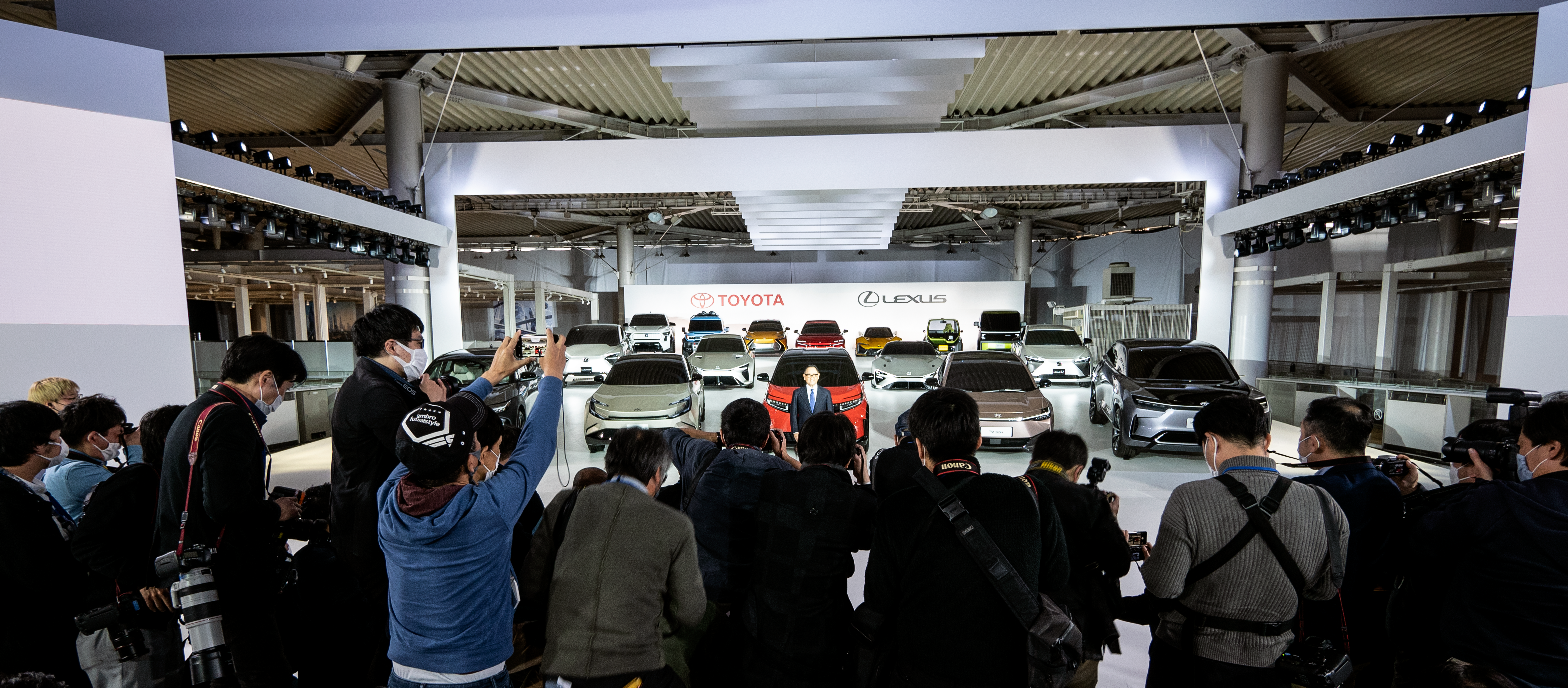
أكيو تويودا يعرض نماذج أولية لـ 15 سيارة كهربائية بالبطارية خلال مؤتمر تويوتا حول استراتيجيات السيارات الكهربائية بالبطارية في ديسمبر 2021

في ديسمبر 2021، كشفت تويوتا النقاب عن أربعة نماذج أولية من سيارات bZ الكهربائية:
- bZ Compact SUV: سيارة رياضية متعددة الاستخدامات صغيرة الحجم
- bZ Large SUV: سيارة رياضية متعددة الاستخدامات كبيرة الحجم
- bZ Small Crossover: سيارة كروس أوفر أصغر من bZ Compact SUV
- bZ SDN: سيارة سيدان كهربائية (كُشف عنها لاحقًا باسم bZ3 في أكتوبر 2022)

عُرضت هذه النماذج الأربعة كجزء من حدث كشف فيه عن 15 طرازا كهربائيا جديدا من تويوتا ولكسس.
في نوفمبر 2022، كشفت تويوتا عن نسخة محدثة من طراز bZ Compact SUV خلال معرض لوس أنجلوس للسيارات.